# ثعبان أبو السيور غيطي
ثعبان أبو السيور غيطي (بالإنجليزية: Hissing Sand Snake)‏ (باللاتينية: Psammophis sibilans) .
يعيش أبو السيور في الأراضي العشبيه في دلتا النيل شمال مصر.
وهو ثعبان لديه انياب خلفيه معتدل السم يكاد يقدر علي قتل فأر صغير بعد عده لدغات في اغلب الاحيان لكن لا يشكل اى خطر علي الإنسان.
و غذائه الرئيسي يتكون من السحالي والقوارض الصغيره.